# Хотов
Хо́тов (укр. Хотів) — село Киево-Святошинского района Киевской области Украины.
Село непосредственно примыкает к городской границе Киева на его юго-западной окраине (Голосеевский район, Феофания). Население села на 1 января 2006 — 4800 жителей (1592 дома). Хотов занимает 768,7 га.

## Хотовская округа
К Хотовскому сельскому совету также относятся село Кременище (370 жителей) и село Круглик (330 жителей). Территория Хотовского сельского совета — 2432,7 га.

## География
Территория Хотова, которая является частью Киевского плато, порезана ярами и балками. Хотов делится на две части малой речкой — Ручей Вита (длина составляет 12,6 км), есть два пруда.

## История
На территории Хотова находится археологический памятник Украины национального значения — Хотовское городище скифских времен (VI—IV века до н. э.), внесённое в Государственный реестр недвижимых памятников Украины. В XVII веке через село проходил Белоцерковский шлях.

## Родились
- Масарик Василий Степанович (19 февраля 1921 г. — 1973 г., г. Киев) — украинский кинорежиссер.
- Хильчевский Валентин Кириллович (23 декабря 1953) — украинский гидролог-гидрохимик, гидроэколог, доктор географических наук, профессор, заслуженный деятель науки и техники Украины, почетный работник гидрометслужбы Украины, лауреат Государственной премии Украины в области науки и техники.